# 科尔多瓦日报
《科尔多瓦日报》是西班牙科爾多瓦省的地区性报纸。

## 历史
1941年7月25日创刊，是内战后长枪党主义报纸《蔚蓝报》的延续。他作为傳統主義西班牙國家工團主義進攻委員會方陣在科尔多瓦省的机关报，在整个佛朗哥时期一直是该地区唯一的报纸。在20世纪40至50年代期间，它的发行量约为5,000份，20世纪70年代初的发行量为9000份。
佛朗哥去世后，西班牙经历了民主转型，该报归属国家社会传媒公共部门。1984年2月1日，国家决定将报纸出售。最终，它被一家私人公司收购，该公司与西班牙工人社会党联系密切。同年，该公司关闭了自己旗下的《科尔多瓦之声》。不久，该报又被塞塔集团收购。1999年的市场份额为67％。进入21世纪后，该报主要的竞争对手是《阿贝赛报》科尔多瓦地区版，以及霍利集团旗下的《科尔多瓦之日》报。因此，该报在2010年的市场份额下降到34％。
2009年，根据西班牙媒体综合分析局的数据，《科尔多瓦日报》是安达卢西亚地区的第五大报纸，读者人数达到104,000人。仅次于《南方日报》、阿贝赛报塞维利亚版和《加的斯日报》。2010年，该报拥有89,000名读者，发行量为13491份。

## 脚注
1. ↑  Reig García 2011，第610頁.
2. ↑  Sánchez Rada 1996，第159頁.
3. ↑  Muñoz Rojo 1997，第15頁.
4. 1 2  Reig García 2011，第140頁.
5. 1 2  Reig García 2011，第151頁.
6. ↑  Reig García 2011，第161頁.
7. ↑  Reig García 2011，第368頁.
8. 1 2  Reig García 2011，第372頁.
9. ↑  Reig García 2011，第436頁.
10. ↑  Reig García 2011，第436, 610頁.